# Eleocharis neozelandica
Eleocharis neozelandica là loài thực vật có hoa trong họ Cói. Loài này được C.B.Clarke ex T.Kirk. mô tả khoa học đầu tiên năm 1893 publ. 1894.